# توماس سومرفيل ستيوارت
توماس سومرفيل ستيوارت (بالإنجليزية: Thomas Somerville Stewart)‏ هو مهندس معماري أمريكي، ولد في 1806، وتوفي في 3 مايو 1889.